# نظرية الحقول الفصلية
في الرياضيات، تُعد نظرية الحقول الفصلية (class field theory) فرعًا رئيسيًا من نظرية الأعداد الجبرية التي تدرس الامتدادات الأبيلية لـحقل الأعداد الجبرية وحقول الدوال للمنحنيات على حساب الحقول المنتهية والخصائص الحسابية لهذه الامتدادات الأبيلية. يُطلق اسم عام على هذه الحقول، وهو الحقول الشاملة، أو الحقول الشاملة أحادية البعد.
تأخذ النظرية اسمها من فكرة أنها تقدم تطابقًا كاملاً بين الامتدادات الأبيلية المنتهية لحقل شامل وثابت من جهة والرتب المناسبة للمثاليات في الحقول أو الزميرات المفتوحة لـزمرة أديل الفصلية (idele class group) من جهةٍ أخرى. فعلى سبيل المثال، يتطابق حقل هيلبرت الفصلي (Hilbert class field)، وهو أقصى امتداد أبيلي غير متشعب لحقل عددي، مع رتبة خاصة جدًا للمثاليات. تشمل نظرية الحقول الفصلية أيضًا تشاكليًا تبادليًا يتحرك من خلال زمرة أديل الفصلية في حقل شمولي، أي خارج قسمة إديل مضروبًا في الزمرة المضاعفة للحقل، في مقابل زمرة غالوا للامتداد الأبيلي الأقصى للحقل الشامل. إن كل زميرة مفتوحة من زمرة أديل الفصلية هي عبارة عن صورة بالنسبة إلى الرسم المعياري من امتداد الحقل الفصلي المتطابق وحتى الحقل الشامل باتجاه الأسفل.
توجد طريقة قياسية منذ الثلاثينات للتوصل إلى نظرية الحقول الفصلية المحلية، حيث تصف الامتدادات الأبيلية لمكملات الحقل الشمولي، ثم تستخدمها لبناء نظرية الحقول الفصلية الشاملة.